# Передача Макао КНР
Передача Макао КНР (официально «передача Португалией суверенитета над Макао КНР»; 20 декабря 1999 года) ознаменовала конец Португальской колониальной империи. Макао стал вторым особым административным регионом Китая в рамках политики Одна страна — две системы до 2049 года. Португальский язык сохранил статус официального наряду с китайским. Одним из основных последствий передачи стал массовый наплыв иммигрантов из КНР, которые составляют до 40 % населения региона.

## Предпосылки
Дату передачи Макао КНР установила Совместная китайско-португальская декларация по вопросу Макао, подписанная после долгих переговоров в Пекине 13 апреля 1987 года.

## Церемония передачи
Днем 19 декабря 1999 года 127-й португальский губернатор Макао Вашку Жоаким Роша Виейра спустил португальский флаг в Макао, что означало факт превращения Макао в особый административный район КНР. Официальная передача суверенитета над территорией завершилась в полночь в культурном центре ботанического сада Макао. Торжественные мероприятия начались вечером и закончились на рассвете от 20 декабря.
Вечер 19 декабря начался с китайских танцев дракона и льва. Они сопровождались демонстрацией фрагментов исторических событий и особенностей Макао, которые повествовали о смешении здесь культур и религий, Востока и Запада, в результате которого появились макао-португальцы. На заключительном этапе церемонии 442 ребёнка, которые символизировали 442 года существования Португальского Макао, с несколькими международными звездами исполнили на сцене песню «Похвала за мир».